# Liste deutscher Dissertationen mit Plagiaten
Die Liste deutscher Dissertationen mit Plagiaten enthält Doktorarbeiten bekannter Personen an deutschen Universitäten, in denen nachträglich in erheblichem Umfang Plagiate entdeckt worden sind. Sie umfasst nur Fälle, in denen es ausdrücklich wegen des Plagiats zur Aberkennung des akademischen Grades oder zum Verzicht auf den Titel kam.

## Liste (Beispiele)
| Autor                                                          | Dissertation | Jahr der Promotion | Universität                                       | Sanktion | Jahr der Sanktion |
| -------------------------------------------------------------- | --- | ------------------ | ------------------------------------------------- | --- | ----------------- |
| Otto Carstens (* 1981), Politiker                              | Funktionsweisen europäischer Politikgestaltung durch Europäische Parteien und deren Abgeordnete. | 2010               | Universität Innsbruck                             | Aberkennung Doktorgrad                                                                                         | 2023              |
| Jorgo Chatzimarkakis (* 1966), Politiker                       | Informationeller Globalismus: Kooperationsmodell globaler Ordnungspolitik am Beispiel des Elektronischen Geschäftsverkehrs. | 2000               | Rheinische Friedrich-Wilhelms-Universität Bonn    | Aberkennung Doktorgrad                                                                                         | 2011              |
| Bijan Djir-Sarai (* 1976), Politiker                           | Ökologische Modernisierung der PVC-Branche in Deutschland. | 2008               | Universität zu Köln                               | Aberkennung Doktorgrad                                                                                         | 2012              |
| Franziska Giffey (* 1978), Politikerin                         | Europas Weg zum Bürger – Die Politik der Europäischen Kommission zur Beteiligung der Zivilgesellschaft. | 2010               | Freie Universität Berlin                          | Aberkennung Doktorgrad                                                                                         | 2021              |
| Florian Graf (* 1973), Politiker                               | Der Entwicklungsprozess einer Oppositionspartei nach dem abrupten Ende langjähriger Regierungsverantwortung am Beispiel der Christlich Demokratischen Union (CDU) in der Hauptstadt Berlin während der 15. Wahlperiode (2001–2006). | 2010               | Universität Potsdam                               | Aberkennung Doktorgrad                                                                                         | 2012              |
| Karl-Theodor zu Guttenberg (* 1971), Politiker                 | Verfassung und Verfassungsvertrag: Konstitutionelle Entwicklungsstufen in den USA und der EU. | 2007               | Universität Bayreuth                              | Aberkennung Doktorgrad, Einstellung Strafverfahren, mit anderer Arbeit promoviert 2018 Universität Southampton | 2011              |
| Marina Hennig (* 1961), Soziologin und Hochschullehrerin       | Wandel von Einstellungen und Werten unter dem Aspekt des Autoritarismus deutscher Eltern im Zeitvergleich. | 1999               | Humboldt-Universität zu Berlin                    | Aberkennung Doktorgrad (noch nicht rechtskräftig)                                                              | 2018              |
| Andreas Kasper (* 1975), Jurist und Kommunalpolitiker          | Sozialsponsoring: Eine rechtliche Bewertung unter besonderer Berücksichtigung des Sponsorings kirchlicher Werke und Einrichtungen.                                                                                                  | 2004               | Georg-August-Universität Göttingen                | Aberkennung Doktorgrad, Strafbefehl                                                                            | 2010              |
| Silvana Koch-Mehrin (* 1970), Politikerin                      | Historische Währungsunion zwischen Wirtschaft und Politik: Die Lateinische Münzunion 1865–1927. | 2000               | Ruprecht-Karls-Universität Heidelberg             | Aberkennung Doktorgrad                                                                                         | 2011              |
| Jakob Kreidl (* 1952), Politiker                               | Der Kosovo-Konflikt: Vorgeschichte, Verlauf und Perspektiven. Zur Stabilisierung einer Krisenregion. | 2005               | Universität der Bundeswehr München                | Aberkennung Doktorgrad                                                                                         | 2013              |
| Margarita Mathiopoulos (* 1956), Unternehmerin und Publizistin | Geschichte und Fortschritt im Denken Amerikas: Ein europäisch-amerikanischer Vergleich. | 1986               | Rheinische Friedrich-Wilhelms-Universität Bonn    | Aberkennung Doktorgrad                                                                                         | 2012              |
| Friedrich Wilhelm Prinz von Preußen (1939–2015), Historiker    | Die Reichsgründung 1870/71 im Spiegel neutraler Pressestimmen. | 1971               | Friedrich-Alexander-Universität Erlangen-Nürnberg | Aberkennung Doktorgrad, mit anderer Arbeit promoviert 1981                                                     | 1973              |
| Matthias Pröfrock (* 1977), Jurist und Politiker               | Energieversorgungssicherheit im Recht der Europäischen Union / Europäischen Gemeinschaften. | 2007               | Eberhard Karls Universität Tübingen               | Aberkennung Doktorgrad                                                                                         | 2011              |
| Annette Schavan (* 1955), Politikerin                          | Person und Gewissen: Studien zu Voraussetzungen, Notwendigkeit und Erfordernissen heutiger Gewissensbildung. | 1980               | Heinrich-Heine-Universität Düsseldorf             | Aberkennung Doktorgrad                                                                                         | 2013              |
| Manja Schreiner (* 1978), Politikerin                          | Arbeitnehmerberücksichtigung im Übernahmerecht | 2007               | Universität Rostock                               | Aberkennung Doktorgrad                                                                                         | 2024              |
| Frank Steffel (* 1966), Politiker                              | Bedeutung und Entwicklung der Unternehmer in den neuen Bundesländern nach der deutschen Einheit 1990. | 1999               | Freie Universität Berlin                          | Aberkennung Doktorgrad, Plagiat nach Auffassung der FU                                                         | 2019              |